# Жук, Андрей Владимирович
Андрей Владимирович Жук (6 августа 1969, Горки Могилёвской области) — белорусский военный деятель, заместитель министра обороны Республики Беларусь (2021 — 2024), генерал-майор (2016).
Из-за нарушения территориальной целостности и независимости Украины во время российско-украинской войны находится под персональными международными санкциями всех стран Европейского союза, Великобритании, Канады, Швейцарии, Австралии, Украины, Новой Зеландии.

## Биография
Андрей Владимирович родился 6 августа 1969 года в городе Горки Могилёвской области.
В 1986 году окончил Минское суворовское военное училище. В 1990 году, после окончания Московского высшего общевойскового командного училища имени Верховного Совета РСФСР, проходил военную службу на должностях командира мотострелкового взвода, роты, танковой роты, начальника штаба — заместителя командира танкового батальона 334-й гвардейской мотострелковой дивизии, заместителя начальника штаба базы хранения вооружения и техники Северо-западного оперативного командования, заместителя командира 361 базы охраны и обслуживания Министерства обороны Республики Беларусь.
В августе 2007 года окончил с отличием командно-штабной факультет Военной академии Республики Беларусь и назначен старшим офицером управления главного оперативного управления Генерального штаба Вооружённых Сил. В дальнейшем военную службу проходил на должностях старшего офицера седьмого управления Генерального штаба Вооружённых сил, начальника штаба — первого заместителя командира 120-й отдельной гвардейской механизированной бригады Северо-западного оперативного командования, командира 6-й отдельной гвардейской механизации и отдельной гвардейской механизированной бригады Западного оперативного командования.
2 июля 2014 года назначен заместителем командующего войсками Западного оперативного командования. 28 июня 2016 года присвоено воинское звание генерал-майора..
С мая 2018 года по 11 марта 2021 года был командующим войсками Северо-западного оперативного командования.
11 марта 2021 года назначен заместителем Министра обороны Республики Беларусь.
17 июля 2024 года уволен с воинской службы в запас.

## Международные санкции
Из-за нарушения территориальной целостности и независимости Украины во время российско-украинской войны находится под персональными международными санкциями разных стран.
С 23 февраля 2022 года находится под персональными международными санкциями всех стран Европейского союза. С 1 марта 2022 года находится под санкциями Великобритании. С 4 марта 2022 года находится под персональными санкциями Швейцарии. С 18 марта 2022 года находится под персональными санкциями Новой Зеландии. С 25 марта 2022 года находится под персональными санкциями Австралии. С 5 апреля 2022 года под персональными санкциями Канады. Также под санкциями Украины.